# Бишофсхајм ан дер Рен
Бишофсхајм ан дер Рен (њем. Bischofsheim an der Rhön) град је у њемачкој савезној држави Баварска. Једно је од 37 општинских средишта округа Рен-Грабфелд. Према процјени из 2010. у граду је живјело 4.887 становника. Посједује регионалну шифру (AGS) 9673117, NUTS (DE266) и LOCODE (DE BFS) код.

## Географски и демографски подаци
Бишофсхајм ан дер Рен се налази у савезној држави Баварска у округу Рен-Грабфелд. Град се налази на надморској висини од 448 метара. Површина општине износи 67,7 km².

## Становништво
У самом граду је, према процјени из 2010. године, живјело 4.887 становника. Просјечна густина становништва износи 72 становника/km².